# توم هارمون
توم هارمون (بالإنجليزية: Tom Harmon)‏ هو لاعب كرة قاعدة أمريكي، ولد في 16 ديسمبر 1948.